# Scaralis neotropicalis
Scaralis neotropicalis är en insektsart som först beskrevs av William Lucas Distant 1887.  Scaralis neotropicalis ingår i släktet Scaralis och familjen lyktstritar. Inga underarter finns listade i Catalogue of Life.